# Młodzieżowe Drużynowe Mistrzostwa Polski na Żużlu 2013
Młodzieżowe Drużynowe Mistrzostwa Polski 2013 – zawody żużlowe, mające na celu wyłonienie medalistów młodzieżowych drużynowych mistrzostw Polski w sezonie 2013. Rozegrano eliminacje w czterech grupach, dwa turnieje półfinałowe oraz finał, w którym zwyciężyli zawodnicy Stali Gorzów Wielkopolski.

## Finał
- Częstochowa, 4 września 2013
- Sędzia: Maciej Spychała

| Msc |                                                                          | Drużyna / Zawodnik                      | Biegi                            | Punkty |
| --- | ------------------------------------------------------------------------ | --------------------------------------- | -------------------------------- | ------ |
| 1   |                                                                          | Stal Gorzów Wielkopolski                | Stal Gorzów Wielkopolski         | 22     |
| 1   | Adrian Cyfer Łukasz Cyran Łukasz Kaczmarek Bartosz Zmarzlik              | (3,2,3,3) (2,0,1,w) ns (1,1,3,3)        | 11 3 8                           |        |
| 2   |                                                                          | Unia Tarnów                             | Unia Tarnów                      | 19+3   |
| 2   | Mateusz Borowicz Ernest Koza Kacper Gomólski Edward Mazur                | (0,3,0,2) (1,2,3,w) (2,1,2,3) ns        | 5 6 8+3                          |        |
| 3   |                                                                          | Betard Sparta Wrocław                   | Betard Sparta Wrocław            | 19+2   |
| 3   | Patryk Dolny Mike Trzensiok Patryk Malitowski Łukasz Bojarski            | (1,2,3,2) (0,–,–,1) (3,2,2,3) (w,0)     | 8 1 10+2 0                       |        |
| 4   |                                                                          | Renault Zdunek Wybrzeże Gdańsk          | Renault Zdunek Wybrzeże Gdańsk   | 18     |
| 4   | Krystian Pieszczek Marcel Szymko Dominik Kossakowski Krzysztof Wittstock | (3,2,2,3) (1,0,1,2) (0,3,1,0) ns        | 10 4                             |        |
| 5   |                                                                          | Unibax Toruń                            | Unibax Toruń                     | 18     |
| 5   | Paweł Przedpełski Kamil Pulczyński Emil Pulczyński Łukasz Przedpełski    | (1,3,d,3) (2,2,1,3) (1,0,0,–) (2)       | 7 8 1 2                          |        |
| 6   |                                                                          | Dospel Włókniarz Częstochowa            | Dospel Włókniarz Częstochowa     | 16     |
| 6   | Artur Czaja Przemysław Portas Oskar Polis Hubert Łęgowik                 | (3,3,1,2) (0,–,–,–) (–,0,2,2) (0,1,1,1) | 9 0 4 3                          |        |
| 7   |                                                                          | składywęgla.pl Polonia Bydgoszcz        | składywęgla.pl Polonia Bydgoszcz | 12     |
| 7   | Szymon Woźniak Patryk Wolniewiński Bartosz Bietracki Szymon Grobelski    | (2,3,3,2) (u,–,–,1) (1,0,0,u) (0,w)     | 10 1 0                           |        |

Bieg po biegu:
1. Cyfer, Cyran, Dolny, Trzensiok
2. Czaja, K.Pulczyński, P.Przedpełski, Portas
3. Pieszczek, Woźniak, Szymko, Wolniewiński (u4)
4. Malitowski, Dolny, Koza, Borowicz
5. Czaja, Cyfer, Zmarzlik, Łęgowik
6. P.Przedpełski, Pieszczek, E.Pulczyński, Kossakowski
7. Borowicz, Gomólski, Bietracki, Grobelski
8. Dolny, Malitowski, Łęgowik, Polis
9. Cyfer, K.Pulczyński, Zmarzlik, E.Pulczyński
10. Kossakowski, Koza, Gomólski, Szymko
11. Woźniak, Malitowski, Grobelski (w/u), Bojarski (w/u)
12. Cyfer, Pieszczek, Szymko, Cyran
13. Woźniak, Polis, Łęgowik, Bietracki
14. Koza, Gomólski, K.Pulczyński, E.Pulczyński
15. Malitowski, Szymko, Kossakowski, Bojarski
16. Zmarzlik, Woźniak, Cyran, Bietracki
17. Gomólski, Polis, Czaja, Borowicz
18. K.Pulczyński, Dolny, Trzensiok, P.Przedpełski (d1)
19. Zmarzlik, Borowicz, Cyran (w/u), Koza (w/u)
20. Pieszczek, Czaja, Łęgowik, Kossakowski
21. P.Przedpełski, Ł.Przedpełski, Wolniewiński, Bietracki (u3)
22. Bieg o srebrny medal: Gomólski, Malitowski